# Welsh Publishing
Welsh Publishing est un éditeur américain de magazine créé en 1987 par Donald E. Welsh qui a acheté la division magazine jeunesse du groupe de média de Jann Wenner qu'il avait développée et dirigée. La maison d'édition a été rachetée en 1994 par Marvel Comics.